# Paul Néaoutyine
Paul Néaoutyine (tribu de Saint-Michel, districte de Wagap, vall d'Amoa, Poindimié, 12 d'octubre de 1951) és un polític independentista canac de Nova Caledònia. Es llicencià en ciències econòmiques a la Universitat Lumière Lyon 2 el 1977. Tornà a Nova Caledònia i treballà com a professor auxiliar al liceu públic Lapérouse de Nouméa de 1979 a 1980 i de 1983 a 1985.

## Historial polític
Ja en aquells anys fou membre de «Foulards rouges » i del « Groupe 1878 », i fou un dels fundadors el 1975 del Partit per l'Alliberament Canac (Palika), primer partit obertament independentista radical. Aviat n'esdevingué un dels principals líders del moviment, i des del 1979 constituí la branca més intransigent del Front Independentista i el 1984 del FLNKS de Jean-Marie Tjibaou, de qui en fou director de gabinet durant els esdeveniments dels anys 1980. El 1988 fou nomenat per Palika com a cap de la delegació del FLNKS que va negociar amb el cap del RPCR Jacques Lafleur i amb l'estat, fruit de la qual foren els Acords de Matignon de 1988.
Després que el FLNKS abandonés la seva política de boicot a la participació electoral, fou elegit alcalde de Poindimié el 1989, i a les eleccions provincials de Nova Caledònia de 1989 fou elegit diputat per la Província del Nord i al Congrés de Nova Caledònia, càrrecs en què ha estat reescollit des d'aleshores. Després de la mort de Jean-Marie Tjo¡ibaou fou nomenat president del FLNKS el 24 de març de 1990. Degut als enfrontaments amb els membres d'Unió Caledoniana deixà el càrrec el 1995 i dins el FLNKS va promoure una nova coalició, la Unió Nacional per la Independència, que va aplegar Palikai els altres partits contraris a l'hegemonia d'Unió Caledoniana, amb la que es va presentar a les eleccions provincials de Nova Caledònia de 1995.
Com a líder indiscutible de Palika, va participar en l'Acord de Nouméa de 1998 i esdevingué un dels caps independentistes més partidaris de la negociació amb els caldoche, cosa que l'oposava cada cop més amb Unió Caledoniana. A les eleccions provincials de Nova Caledònia de 1999 tornà a presentar llistes diferenciades FLNKS-UNI a la Província del Nord i a les Illes Loyauté. Amb el suport de la FCCI de Léopold Jorédié fou nomenat president de la Província del Nord. En el seu càrrec, si bé el seu tarannà moderat i conciliador li ha reconegut alguns mèrits (redreçament de les finances provincials, desenvolupament del turisme, obertura de la transversal Koné-Tiwaka), ha estat acusat d'autoritari pels diputats d'UC. També ha promogut la creació de la Societat Minaire del Pacífic Sud per a explotar els recursos minaires de la província.
La deriva a postures més radicals d'Unió Caledoniana i del FLNKS el va aproximar encara més als altres components del front (UPM i RDO) en la defensa de l'Acord de Nouméa i en arribar a un acord amb el Reagrupament-UMP. A les eleccions presidencials franceses de 2007 va donar suport Ségolène Royal, però a les eleccions provincials posteriors no ha aconseguit la formació d'una llista única del FLNKS degut a l'allunyament de postures i la seva enemistat personal amb Pascal Naouna, cap d'Unió Caledoniana.